# Нейтральная теория молекулярной эволюции
Нейтральная теория молекулярной эволюции — теория, утверждающая, что подавляющее число мутаций на молекулярном уровне носит нейтральный по отношению к естественному отбору характер. Как следствие, значительная часть внутривидовой изменчивости (особенно в малых популяциях) объясняется не действием отбора, а случайным дрейфом мутантных аллелей, которые нейтральны или почти нейтральны.
Теория была разработана Мотоо Кимурой в конце 1960-х годов. Теория нейтральной эволюции хорошо согласуется с фактом постоянной скорости закрепления мутаций на молекулярном уровне, что позволяет, к примеру, оценивать время расхождения видов.
Теория нейтральной эволюции не оспаривает решающей роли естественного отбора в развитии жизни на Земле. Дискуссия ведётся касательно доли мутаций, имеющих приспособительное значение. Большинство биологов признаёт ряд результатов теории нейтральной эволюции, хотя и не разделяет некоторые сильные утверждения, первоначально высказанные М. Кимурой.

## Создание теории
Изучая скорости аминокислотных замен в белках, Кимура обратил внимание на несоответствие данных, полученных им и ранее — Джоном Холдейном: скорость замен на геном на поколение для млекопитающих превышала оценку Холдейна в несколько сот раз.
Получалось, что для поддержания постоянной численности популяции при одновременном сохранении отбором мутантных замен, появляющихся с такой высокой скоростью, каждый родитель должен был оставлять около 22 тыс. потомков.

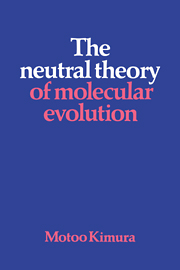
Обложка монографии «The Neutral Theory of Molecular Evolution»

Метод электрофореза позволил обнаружить полиморфизм белков.
Для 18 случайно выбранных локусов Drosophila pseudoobscura средняя гетерозиготность, приходящаяся на локус, составила около 12 %, а доля полиморфных локусов — 30 %.
По данным Ф. Аялы, в генофондах природных популяций различных видов организмов полиморфны 20-50 % локусов.
Для объяснения популяционного полиморфизма Роналдом Фишером была разработана модель балансирующего отбора, основанная на селективном преимуществе гетерозигот.
В то же время уровень гетерозиготности большинства организмов оценивался в среднем в 7—15 %.
А поскольку в популяциях тысячи аллелей, производящих полиморфные белки, невозможно утверждать, что все они обладают адаптивной ценностью.
В 1957 году Холдейн показал математически, что в популяции не может заменяться одновременно свыше 12 генов более приспособленными аллелями без того, чтобы её репродуктивная численность не упала до нуля.
Все эти соображения и натолкнули Кимуру на мысль, что большинство нуклеотидных замен должно быть селективно нейтрально и фиксироваться случайным дрейфом.
Соответствующие полиморфные аллели поддерживаются в популяции балансом между мутационным давлением и случайным отбором.
Все это было изложено Кимурой в его первой публикации по нейтральной эволюции, названной так из-за нейтральности по отношению к естественному отбору.
В дальнейшем появилась целая серия статей Кимуры, в том числе в соавторстве, а также обобщающая монография.
В 1985 году опубликован русский перевод монографии.
В этих трудах экспериментальные данные молекулярной биологии сочетались со строгими математическими расчётами, осуществлёнными самим автором на основе разработанного им математического аппарата.
В книге, наряду с рассмотрением доводов в пользу новой теории, Кимура останавливается и на возможных возражениях и критики в её адрес.
Кимура не был одинок в разработке идеи нейтральной эволюции.
В 1969 году, через год после первой публикации Кимуры, в американском журнале «Science» появилась статья молекулярных биологов Джека Кинга и Томаса Джукса «Недарвиновская эволюция», в которой эти авторы независимо от Кимуры пришли к той же гипотезе.
В качестве своих предшественников Кимура указывает также на Джеймса Ф. Кроу, с которым он сам активно сотрудничал, и Алана Робертсона.
В поддержку теории свидетельствовали полученные позже данные о том, что самыми распространёнными эволюционными изменениями на молекулярном уровне являются синонимические замены, а также нуклеотидные замены в некодирующих участках ДНК.
Все эти публикации породили на Западе острую дискуссию на страницах научных журналов и на различных форумах, в которую вступили многие крупные селекционисты. В СССР реакция на новую теорию была более сдержанной.
На стороне селекционистов с объективной критикой нейтрализма выступил В. С. Кирпичников, а на стороне нейтралистов — биофизик М. В. Волькенштейн.
После интенсивных обсуждений и многочисленных исследований, порождённых нейтралистской концепцией, интерес к ней в 1990-е годы заметно спал.
Это произошло, во многом, из-за ограниченной применимости теории, поскольку серьёзный эволюционный прогресс по нейтралистскому сценарию потребовал бы огромных промежутков времени и непомерно больших количеств ДНК.
Поэтому успех теории в рамках популяционной генетики и молекулярной биологии не распространился на дисциплины, изучающие макроэволюционные преобразования.